# 過去

光錐中，水平方向表示空間，豎直方向表示時間；「過去」以過去光錐表示，中點代表觀測者。

光锥中，水平方向表示空间，竖直方向表示时间；“现在”以深色平面表示，中点代表觀測者。

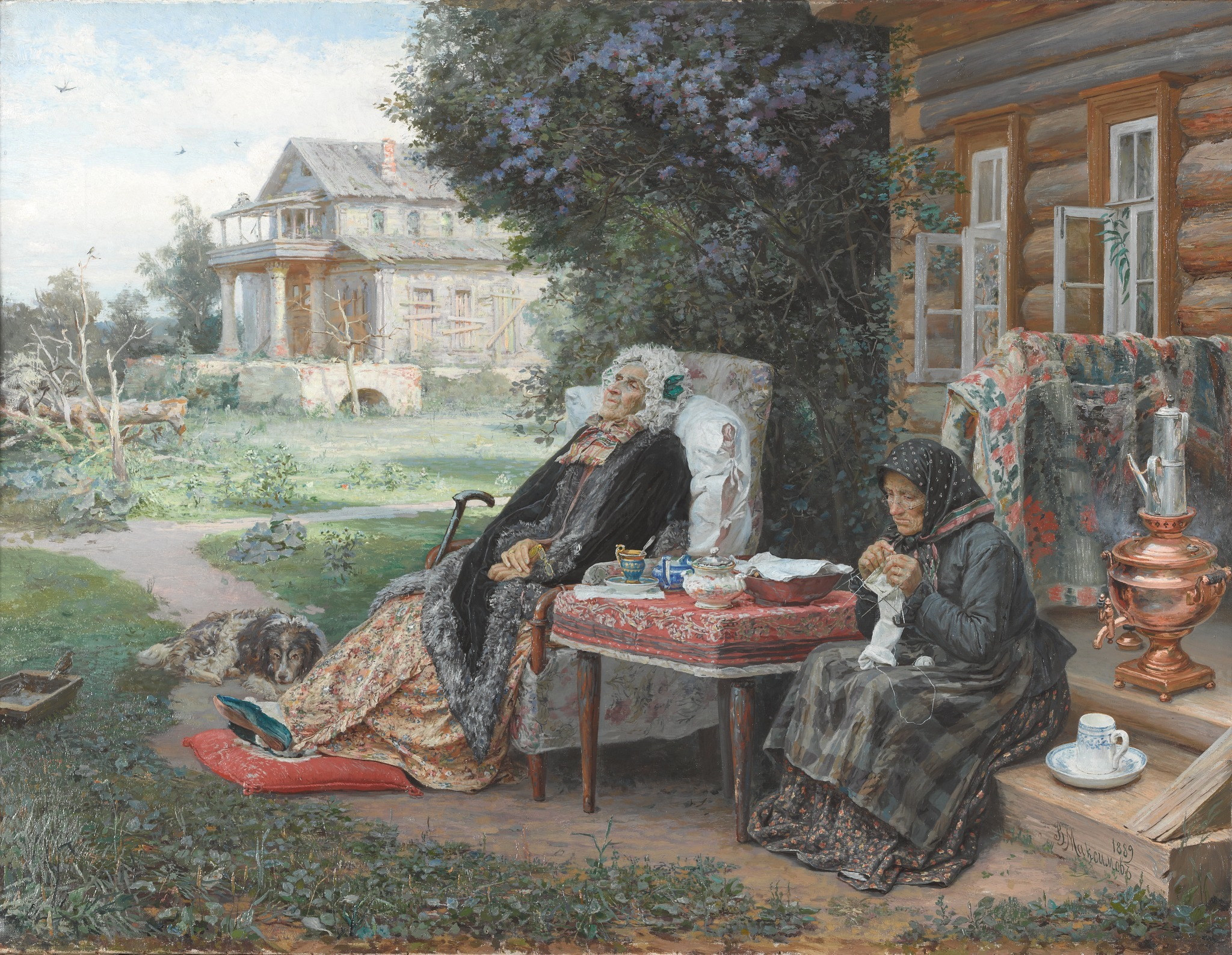
一切都已成為過去（瓦西里·馬克西莫夫，1889）。

過去是在給定時間點之前發生的所有事件的集合。過去是藉由與現在和未來形成對比所定義。過去的概念源於人類經驗線性的時間，並以記憶和回憶的形式來儲存。此外，因為文字的出現，人類得以記錄過去。  “過去”的英文「past」一詞首次出現於十四世紀。它發展為中世紀英語動詞passen的過去分詞，意思是“通過”。

## 語法

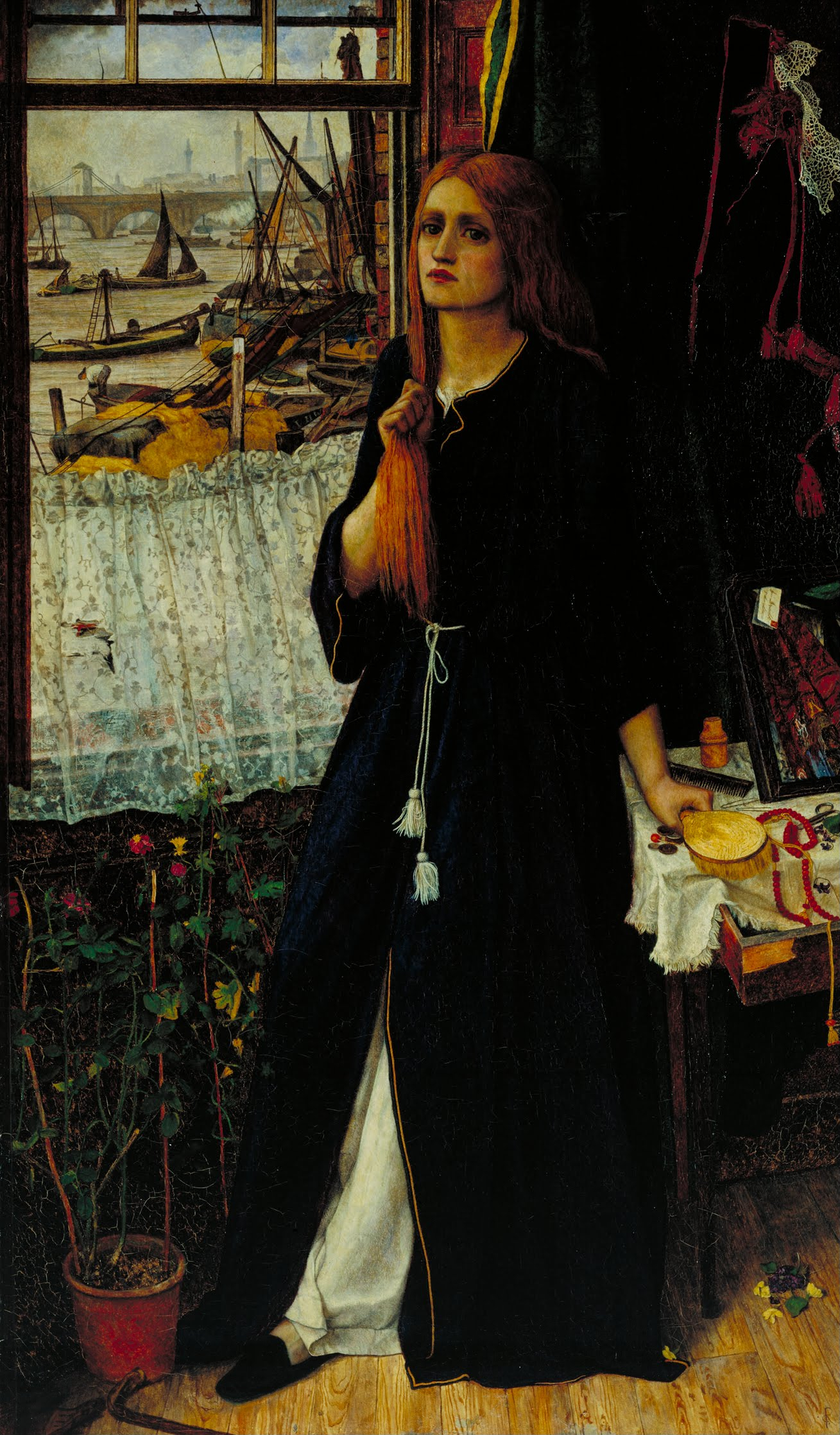
往事（約翰·羅德丹·斯賓塞·斯坦霍普，1859）

依據文法，動作根據以下十二種動詞時態進行分類：過去式（過去式、過去進行式、過去完成式和過去完成進行式）、現在（現在式、現在進行式、現在完成式和現在完成進行式）或未來（未來式，未來進行式，未來完成式，或未來完成進行式）。過去時是指已經發生的動作。例如，“she is walking”是指一個正在走路的女孩（現在式），而“she walked”是指一個以前在走路的女孩（過去式）。
過去進行式是指持續一段時間的動作，例如“she was walking”這句話，它描述了在說話者當前敘述時仍在發生的動作。過去完成式用於描述過去某個特定時間點已經完成的動作。例如，“she had walked”描述了過去發生並且在過去完成的動作。
過去完成進行式是指在過去某個特定時間點之前發生但已完成的動作。它與過去完成式不同，因為過去完成進行式的重點不是在當前時刻完成的動作，而是在過去另一個時刻之前的一段時間內持續發生的動作。句子“She had been walking in the park regularly before I met her”中使用的動詞時態是過去完成進行式，因為它描述了在過去發生其他事情之前正在持續發生的動作（“walking”） （when“I met her”）。
根據其在句子中的用法，可以使用多種方式來描述“過去”。 “過去”作為形容詞的同義詞包括“以前”、“過往”、“較早”、“之前”和“先前”。 “過去”作為名詞的同義詞包括“歷史”、“背景”、“生活故事”和“傳記”。 “過去”作為介詞的同義詞包括“在前面”、“超越”、“通過”和“超過”。

## 其他用途
“過去”這個詞也可以用來描述以前在組織、團體或活動中人的職位，例如“前總統”或“前冠軍”。 “過去”也可以指某物或某人處於或處於比特定點更遠的位置。例如，在句子“我住在菲爾丁路，就在火車站後”中，“過去”一詞用於描述某個地點（說話者的住所）超出某個點（火車站）。或者，“他全速跑過我們”這句話利用過去的概念來描述比說話者更遠的某人（“他”）的位置。
“過去”也用於定義特定時間，如“我們在十二點半離開聚會”。人們還使用“過去”來指代超出特定的年齡或階段，例如“這個男孩已經過了需要保姆的年齡”或“我已經不再關心這個問題了”。 “過去”常用於指代歷史，無論是一般性或是特定的，例如“與今天的許多歐洲國王和王后相比，過去的君主擁有決定法律的絕對權力”。
19 世紀的英國作家查爾斯·狄更斯在他的短篇小說《聖誕頌歌》中創造了最著名的虛構人物“過去”。在故事中，過去的聖誕精靈是一個幽靈，它向主角展示了一個名叫Ebenezer Scrooge的冷酷而吝嗇的人，他的童年和出社會後的經驗告訴他快樂不一定來自財富。

## 研究領域
過去是時間、生活、歷史、考古學、考古天文學、年代學、地質學、歷史地質學、歷史語言學、本體論、古生物學、古植物學、古民族植物學、古地理學、古氣候學、詞源學和宇宙學等領域的研究對象。